# Аликуди
Аликуди (итал. Alicudi) — самый западный из Липарских островов. Административно относится к коммуне Липари провинции Мессина. Площадь острова — 5,2 км², население — 105 человек (2001),

## География
Аликуди, как и остальные Липарские острова, вулканического происхождения. Он имеет практически круглую форму, диаметр до 3 км. Возник остров примерно 150 тысяч лет назад на месте долгодействующего вулкана Монтаньола, ныне спящего (последнее извержение было около 30 тыс. лет назад). Слагают его трахиты и андезиты.
Ближайший остров, Филикуди, находится менее чем в 20 км восточнее.

## История
Название острова — искажённое от греческого Ericusa, происходящего от названия растения эрики, распространённого на Аликуди.
Хотя остров известен с античных времён, он долгое время был необитаем. В Средневековье Аликуди, как и все Липары, служил пристанищем для пиратов. Постоянное население появилось на острове лишь в XVIII веке, хотя найденные остатки человеческой деятельности датируются ещё 1700—1800 гг до н.э.

## Экономика
Основное занятие — рыболовство, также выращиваются персики и завезенная из Америки агава.

## Туризм
Остров посещает большое количество туристов. На Аликуде их обслуживает ресторан, основу меню которого составляют рыбные блюда.